# Mother's Pride
«Mother's Pride» (en español: «El orgullo de mamá») es una canción escrita e interpretada por George Michael y publicada por Epic Records en 1991. Entre otras cosas, la canción es notable por estar en el lado B del sencillo Waiting For That Day, que entró en el chart de EU como un solo éxito.
El tema "Mother's Pride" fue fui tocado en las radioemisoras de los Estados Unidos durante la primera Guerra del Golfo en 1991, y a menudo la combinaban con mensajes de los oyentes a los soldados, con la música de fondo. Alcanzó el #46 en airplay chart en marzo de 1991.

## Posicionamiento
| Listas (1991)                                | Posición |
| -------------------------------------------- | -------- |
| Estados Unidos Airplay                       | 46       |
| Estados Unidos Hot Adult Contemporary Tracks | 41       |